# Chignin
Chignin – miejscowość i gmina we Francji, w regionie Owernia-Rodan-Alpy, w departamencie Sabaudia.
Według danych na rok 1990 gminę zamieszkiwało 735 osób, a gęstość zaludnienia wynosiła 88 osób/km² (wśród 2880 gmin regionu Rodan-Alpy Chignin plasuje się na 955. miejscu pod względem liczby ludności, natomiast pod względem powierzchni na miejscu 1251.).

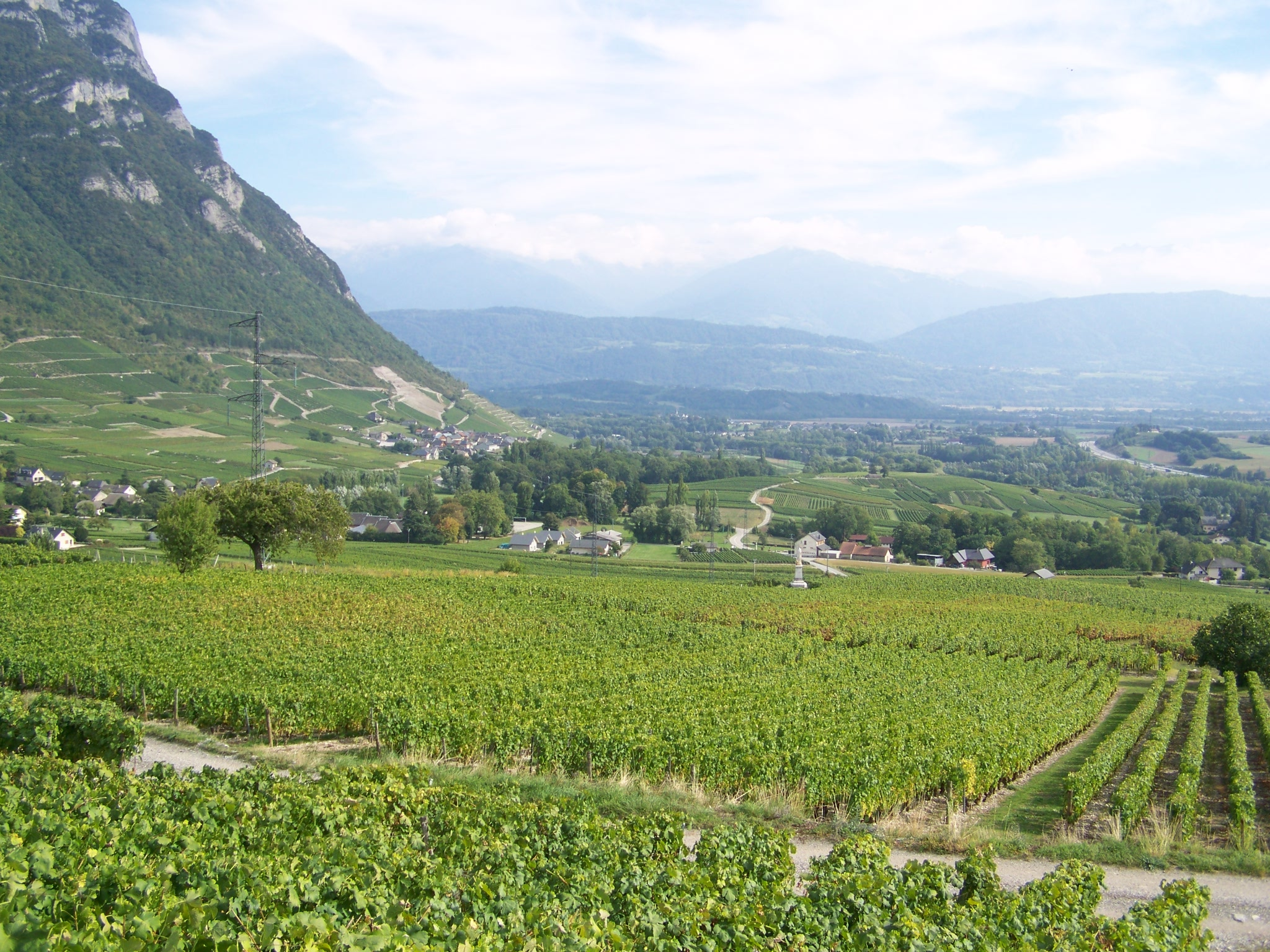
Winnice w Chignin, 2010